# Rechtsplegingsvergoeding
De rechtsplegingsvergoeding  is een forfaitaire tegemoetkoming in de kosten en erelonen van de advocaat van de in het gelijk gestelde partij. Dit begrip werd ingevoerd door de Wet Verhaalbaarheid Honoraria. 
Na het advies te hebben ingewonnen van de Orde van Vlaamse Balies en van de Ordre des barreaux francophones et germanophone, stelt de koning, bij een besluit vastgesteld na overleg in de ministerraad de basis-, minimum- en maximumbedragen vast van de rechtsplegingsvergoeding, onder meer in functie van de aard van de zaak en van de belangrijkheid van het geschil.
Het normale bedrag en het minimum- en maximumbedrag van de rechtsplegingsvergoeding is vastgesteld bij Koninklijk Besluit. Het Uitvoeringsbesluit Rechtsplegingsvergoeding is thans het Koninklijk Besluit van 26 oktober 2007 tot vaststelling van het tarief van de rechtsplegingsvergoeding bedoeld in artikel 1022 van het Gerechtelijk Wetboek en tot vaststelling van de datum van inwerkingtreding van de artikelen 1 tot 13 van de wet van 21 april 2007 betreffende de verhaalbaarheid van de erelonen en de kosten verbonden aan de bijstand van de advocaat (Wet Verhaalbaarheid Honoraria). 
Het Uitvoeringsbesluit Rechtsplegingsvergoeding bepaalt het normale bedrag van de rechtsplegingsvergoeding en het minimum- en maximumbedrag. 
Op verzoek van een van de partijen, dat in voorkomend geval wordt gedaan na ondervraging door de rechter, kan deze bij een met bijzondere redenen omklede beslissing ofwel de vergoeding verminderen, ofwel die verhogen, zonder de door de Koning bepaalde maximum- en minimumbedragen te overschrijden. Bij zijn beoordeling houdt de rechter rekening met:
- de financiële draagkracht van de verliezende partij, om het bedrag van de vergoeding te verminderen;
- de complexiteit van de zaak;
- de contractueel bepaalde vergoedingen voor de in het gelijk gestelde partij;
- het kennelijk onredelijk karakter van de situatie.

Indien de in het ongelijk gestelde partij van de tweedelijns juridische bijstand geniet, wordt de rechtsplegingsvergoeding vastgelegd op het door de Koning vastgestelde minimum, tenzij in geval van een kennelijk onredelijke situatie. De rechter motiveert in het bijzonder zijn beslissing op dat punt.
Wanneer meerdere partijen de rechtsplegingsvergoeding ten laste van dezelfde in het ongelijk gestelde partij genieten, bedraagt het bedrag ervan maximum het dubbel van de maximale rechtsplegingsvergoeding waarop de begunstigde die gerechtigd is om de hoogste vergoeding te eisen aanspraak kan maken. Ze wordt door de rechter tussen de partijen verdeeld.
Geen partij kan boven het bedrag van de rechtsplegingsvergoeding worden aangesproken tot betaling van een vergoeding voor de tussenkomst van de advocaat van een andere partij.
Ook in geval van een strafproces wordt een veroordeling van de verdachte, van de beschuldigde of van de burgerlijke partij soms uitgesproken. 
Ten eerste voor het onderzoeksgerecht, de raadkamer of de kamer van inbeschuldigingstelling. Indien de raadkamer (of in hoger beroep de kamer van inbeschuldigingstelling) van oordeel is dat het feit noch een misdaad, noch een wanbedrijf, noch een overtreding oplevert, of dat tegen de inverdenkinggestelde generlei bezwaar bestaat, verklaart zij dat er geen reden is tot vervolging. In dat geval en indien het onderzoek werd ingeleid door de burgerlijke partijstelling in handen van de onderzoeksrechter, wordt de burgerlijke partij veroordeeld tot het aan de inverdenkinggestelde betalen van de vergoeding bedoeld in artikel 1022 van het Gerechtelijk Wetboek. 
Ten tweede het geval voor de politierechtbank en voor de correctionele rechtbank. Ieder veroordelend vonnis, uitgesproken tegen de beklaagde en tegen de personen die voor het misdrijf burgerrechtelijk aansprakelijk zijn (de burgerrechtelijk verantwoordelijke partij), veroordeelt hen tot het betalen aan de burgerlijke partij van de rechtsplegingsvergoeding bedoeld in artikel 1022 van het Gerechtelijk Wetboek. De burgerlijke partij die rechtstreeks heeft gedagvaard (rechtstreekse dagvaarding) en die in het ongelijk wordt gesteld, zal veroordeeld worden tot het aan de beklaagde betalen van de vergoeding bedoeld in artikel 1022 van het Gerechtelijk Wetboek. De vergoeding wordt bepaald door het vonnis.
Ten derde voor het hof van assisen. Het hof van assisen veroordeelt de beschuldigde die in het ongelijk wordt gesteld ten aanzien van de burgerlijke partij tot het betalen van de vergoeding bedoeld in artikel 1022 van het Gerechtelijk Wetboek.
De regeling betreffende de rechtsplegingsvergoeding werd gewijzigd door de wet van 21 februari 2010 tot wijziging van de artikelen 1022 van het Gerechtelijk Wetboek en 162bis van het Wetboek van strafvordering en tot opheffing van artikel 6 van de wet van 2 augustus 2002 betreffende de bestrijding van de betalingsachterstand bij handelstransacties (Belgisch Staatsblad van 11 maart 2010). Deze wet zal in werking treden op het door de koning te bepalen tijdstip (artikel 6).

## Tarieven
Voor de geschillen die betrekking hebben op in geld waardeerbare vorderingen, gelden sinds 1 april 2022 onderstaande geïndexeerde tarieven:
| Waarde van de vordering         | Normaal bedrag | Minimumbedrag | Maximumbedrag |
| ------------------------------- | -------------- | ------------- | ------------- |
| Tot en met 250,00               | 225            | 112,50        | 450           |
| Van 250,01 tot 750,00           | 300            | 187,50        | 750           |
| Van 750,01 tot 2.500,00         | 600            | 300           | 1500          |
| Van 2.500,01 tot 5.000,00       | 975            | 562,50        | 2250          |
| Van 5.000,01 tot 10.000,00      | 1350           | 750           | 3000          |
| Van 10.000,01 tot 20.000,00     | 1650           | 937,50        | 3750          |
| Van 20.000,01 tot 40.000,00     | 3000           | 1500          | 6000          |
| Van 40.000,01 tot 60.000,00     | 3750           | 1500          | 7500          |
| Van 60.000,01 tot 100.000,00    | 4500           | 1500          | 9000          |
| Van 100.000,01 tot 250.000,00   | 7500           | 1500          | 15000         |
| Van 250.000,01 tot 500.000,00   | 10500          | 1500          | 21000         |
| Van 500.000,01 tot 1.000.000,00 | 15000          | 1500          | 30000         |
| Vanaf 1.000.000,01              | 22500          | 1500          | 45000         |

Voor de geschillen die betrekking hebben op niet in geld waardeerbare vorderingen bedraagt het basisbedrag van de rechtsplegingsvergoeding 1800 EUR, het minimumbedrag 112,50 euro en het maximumbedrag 15.000 euro.
Deze bedragen zijn gekoppeld aan het indexcijfer van de consumptieprijzen dat overeenstemt met 105,78 punten (basis 2004) en zullen aangepast worden telkens als het indexcijfer met 10 punten stijgt of daalt. Deze bedragen zullen dan met 10% vermeerderd of verminderd worden. De laatste indexaanpassing dateert van 1 november 2022.

## Fiscus
De fiscus heeft lang voorgehouden dat hij in fiscale procedures niet gehouden was tot betaling van de rechtsplegingsvergoeding. Hij meende een gelijkaardige rol te spelen als het Openbaar Ministerie. Het Hof van Beroep van Bergen heeft duidelijk gemaakt dat dit niet het geval is en dat de fiscus indien hij een zaak verliest ook gehouden is tot betaling van de rechtsplegingsvergoeding.